# Vidrio de Hebrón

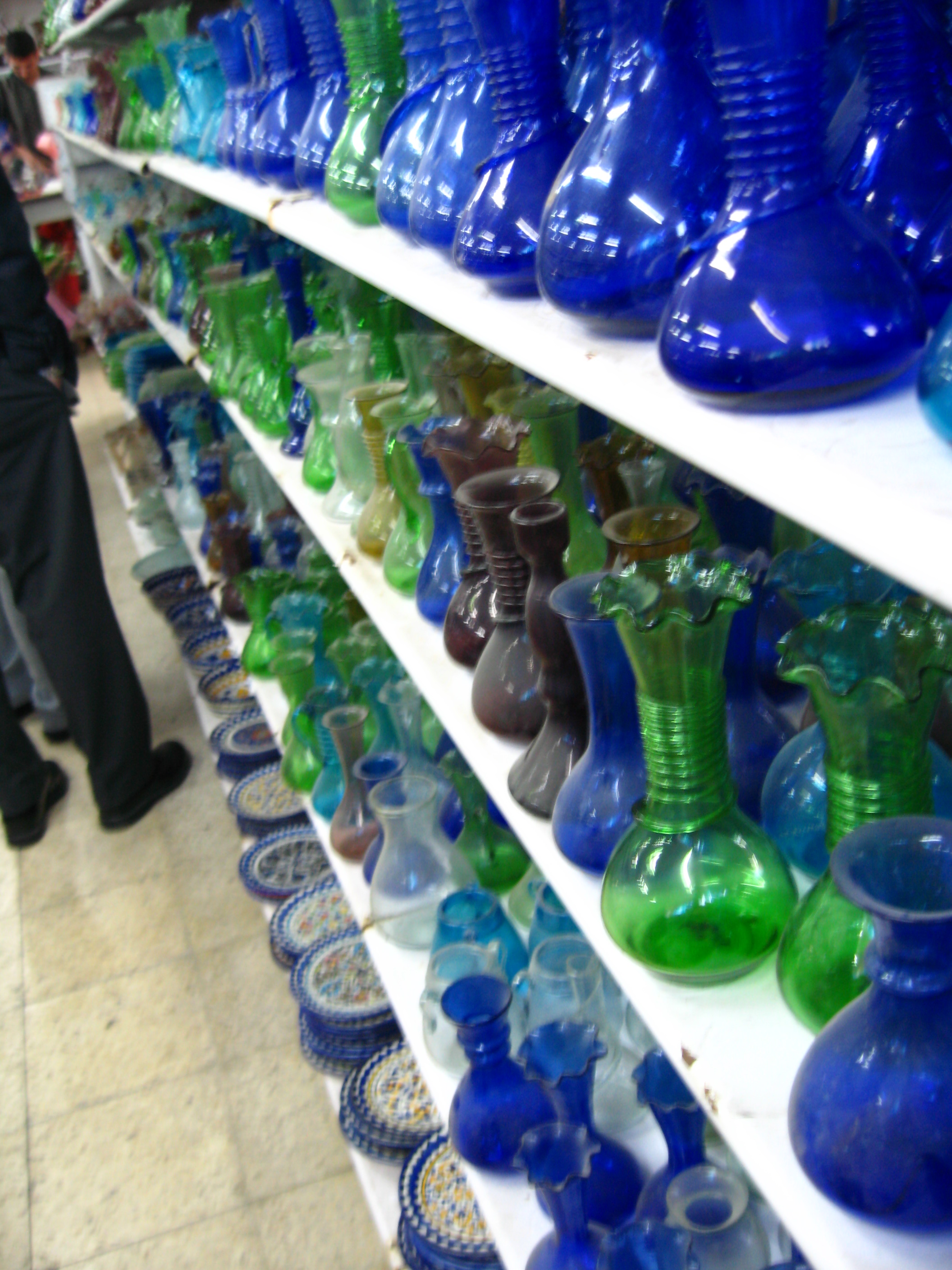
Vidrio de Hebrón exhibido en una tienda de Hebrón.

El vidrio de Hebrón (en árabe: زجاج الخليل‎, zaŷaŷ al-Jalili o azaz al-Jalili) se refiere al vidrio producido en Hebrón (Cisjordania) como parte de una floreciente industria artística establecida en la ciudad durante el dominio romano en Palestina. Durante siglos, Hebrón ha estado asociada con la producción de vidrio de la misma forma que Nablus ha estado vinculada con la producción de jabón. La Ciudad Vieja de Hebrón todavía cuenta con un barrio llamado el "Barrio de sopladores de vidrio" y el vidrio de Hebrón continúa siendo una atracción turística para la ciudad.
Tradicionalmente, el vidrio era derretido usando materias primas locales, incluyendo arena de los pueblos vecinos, carbonato sódico del mar Muerto y colorantes tales como óxido de hierro y óxido de cobre. En cambio, hoy en día, se utiliza a menudo el vidrio reciclado. La producción de vidrio en Hebrón es un negocio familiar, cuyos secretos han sido preservados y transmitidos a través de unas pocas familias palestinas que operan las fábricas de vidrio ubicadas en las afueras de la ciudad. Los productos elaborados incluyen joyería en vidrio, tales como cuentas, brazaletes y anillos, así como vitrales y lámparas de vidrio; sin embargo, debido al conflicto árabe-israelí, la producción de vidrio ha sufrido un declive, por lo que corre riesgo su propia subsistencia.

## Historia
La industria del vidrio en Hebrón fue establecida durante el dominio romano de Palestina (63 a C.-330 d. C.). Como la industria vidriera de los antiguos fenicios decayó en las ciudades ubicadas a lo largo de la línea costera oriental del mar Mediterráneo, la industria migró al interior del continente, a Hebrón en particular. Los primeros artefactos de vidrio hallados en Hebrón datan de los siglos I y II y se encuentran en exhibición como parte de la Colección Drake. Asimismo, se encontraron ventanas con vitrales hechos de vidrio de Hebrón fechados en el siglo XII en la estructura construida sobre la Tumba de los Patriarcas, que sirvió como iglesia durante la época de las Cruzadas en Palestina. Otro ejemplo de ventanas con vitrales producidos en Hebrón son aquellas de la Cúpula de la Roca en la Ciudad Vieja de Jerusalén.
Si bien reconoce que la producción de vidrio en Palestina se remonta al período romano, Nazmi Ju'beh, director de RIWAQ: Centro para la Conservación Arquitectónica, sostiene que lo más probable es que las prácticas de la actual industria vidriera en Hebrón hayan empezado en el siglo XIII. Señala que una teoría sostiene que las técnicas usadas hoy en día fueron importadas desde Venecia, mientras que otros investigadores afirman que los cruzados llevaron con ellos esta tradición de Europa a Hebrón y que sus orígenes podrían ser sirios. Las referencias históricas del siglo XIV indican que las fábricas de vidrio de Hebrón florecieron en esta época con no menos de catorce fábricas, todas ubicadas en la Ciudad Vieja. La industria llegó a ocupar un barrio particular en la Ciudad Vieja que, actualmente, lleva todavía el nombre de "Barrio de sopladores de vidrio" o Harat al-Zajajeen.

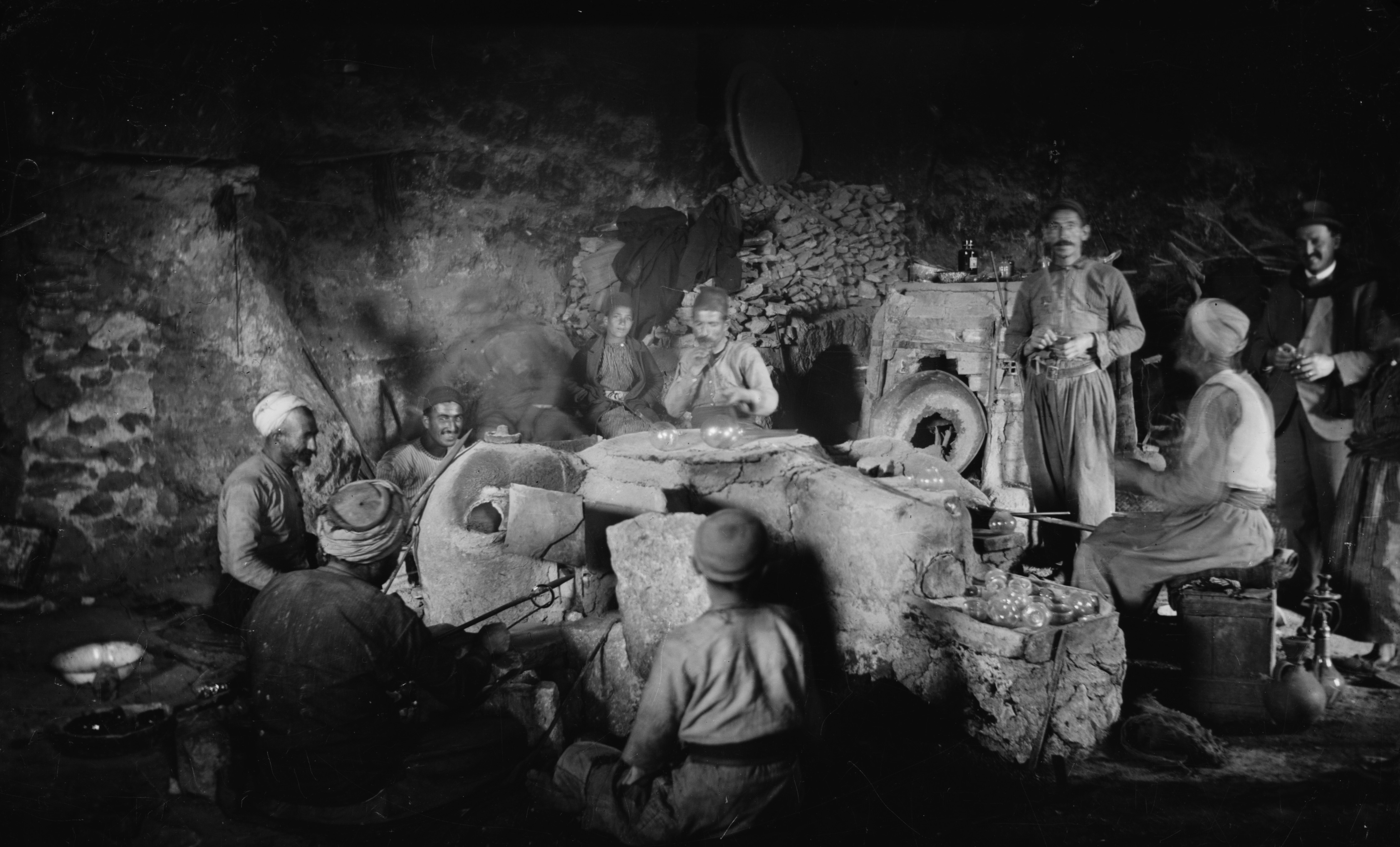
Fábricas de vidrio, foto tomada ca. 1900-1920. Colección de la colonia norteamericana de Jerusalén.

Con tan amplio número de fábricas, el vidrio de Hebrón era exportado a Egipto, Siria y Jordania. Las caravanas de camellos llevaban el vidrio de Hebrón en cajas de madera especialmente diseñadas, las cuales eran custodiadas tanto por ejércitos oficiales como por guardias privados. Los comerciantes de vidrio en Hebrón lograron desarrollar redes mercantiles con al-Karak (Crac) al sur de Jordania y con El Cairo en Egipto, las cuales, más tarde, ayudaron a comercializar otros productos. Desde por lo menos el siglo XVI, las comunidades de expatriados de Hebrón comenzaron a establecerse en estas dos ciudades y surgió toda una red social en torno a la industria vidriera, que se convirtió en una empleadora fundamental que contribuyó en gran medida a la riqueza de los propietarios de las fábricas. Tradicionalmente, los artículos producidos eran funcionales: vasos, botellas, cuencos, jarras, platos, lámparas de aceite de oliva y, más tarde, varias formas de lámparas de gasolina. También se produjeron joyería y accesorios, principalmente beduinos, que eran vendidos en el Néguev, el desierto árabe, y el Sinaí.
Hebrón era muy conocida por su producción de vidrio a lo largo del mundo árabe y los viajeros occidentales del siglo XIX en Palestina describieron su industria vidriera. Así, por ejemplo, Ulrich Jasper Seetzen anotó durante sus viajes a Palestina en 1808-1809 que 150 personas eran empleadas en la industria vidriera en Hebrón; mientras que, más tarde, en A New and Complete History of the Holy Bible as Contained in the Old and New Testaments (1844), Robert Sears escribió que 

la población de Hebrón es considerable: los habitantes fabrican lámparas de vidrio, que son exportadas a Egipto. Las provisiones son abundantes y existe un número considerable de tiendas.

Más avanzado el siglo XIX, la producción declinó debido a la competencia de los artículos de vidrio importados de Europa; sin embargo, los productos de Hebrón siguieron siendo vendidos, particularmente, a la población más pobre, principalmente por comerciantes judíos de la ciudad. Incluso en la Exposición Universal de Viena (1873), Hebrón estuvo representada con ornamentos de vidrio. Un informe del cónsul francés en 1886 sugiere que la fabricación de vidrio siguió siendo una fuente importante de ingresos para Hebrón: cuatro fábricas registraron 60 000 francos de ingresos anuales.

### Actualidad
La tradición de soplado de vidrio continúa en la actualidad en tres fábricas al norte de la ciudad, a escasa distancia entre el pueblo de Halhul y Hebrón. Dos de estas fábricas son propiedad de la familia Natsheh. Producen principalmente suvenires, la mayoría de los cuales también son usados como enseres domésticos. Un gran corredor cerca de cada una de las fábricas exhibe copas de vino, platos, tazones, floreros y otros productos. Si bien la mayor parte de los objetos no tiene decoración, algunos cuentan con rayas aplicadas artísticamente. La decoración metálica es una innovación reciente de la industria vidriera.
El vidrio de Hebrón sirve como una atracción turística tanto para visitantes palestinos como extranjeros; sin embargo, debido a los problemas actuales de exportación, la disminución en el número de turistas y las restricciones a la circulación de los palestinos tras la Segunda Intifada, la producción de vidrio se ha visto considerablemente reducida. Según Nazmi al-Ju'bah, si la actual situación continúa, el principal desafío de la industria de soplado de vidrio en Hebrón podría ser su supervivencia.

## Producción
Tradicionalmente, el vidrio de Hebrón era producido usando arena del poblado de Bani Na'im, ubicado al este de Hebrón, y carbonato sódico, tomado del mar Muerto. Los colores intensos del vidrio de Hebrón incluían azul oscuro y claro, turquesa, rojo oscuro (burdeos) y verde claro y oscuro. Estos colores eran producidos mediante la adición de óxidos de metales, como los del hierro y el cobre. El óxido cúprico todavía es usado hoy en día para dar color al vidrio de Hebrón. En lugar de arena, la materia prima utilizada es principalmente vidrio reciclado que es recolectado de hogares locales, llevado a las fábricas para ser aplastado y refundido.

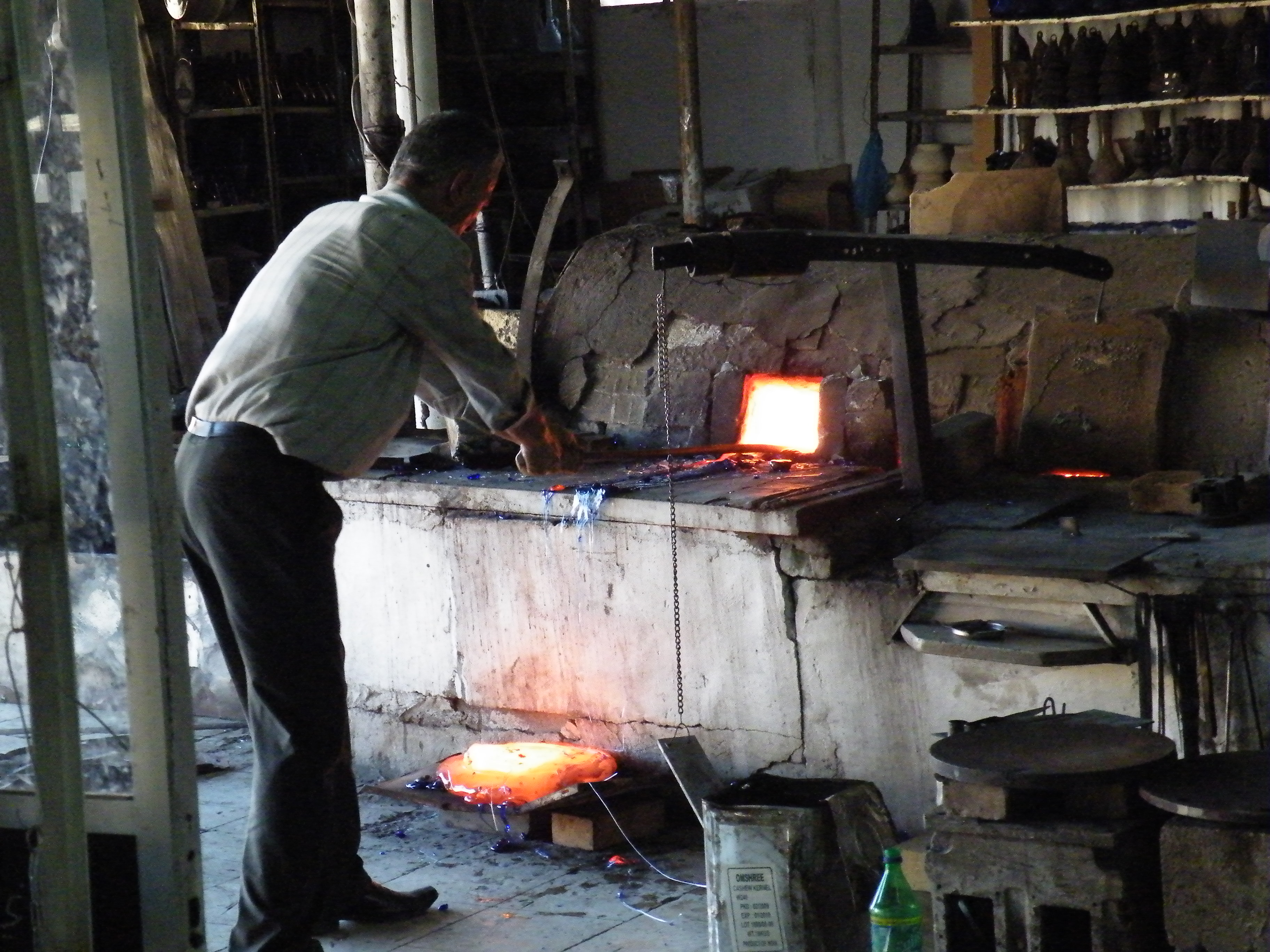
Un trabajador mueve cuidadosamente el vidrio fundido, como parte del proceso de producción moderno.

El proceso de producción preciso es un secreto comercial que es mantenido por unas pocas familias palestinas quienes manejan las fábricas que siguen produciendo el vidrio de Hebrón en la actualidad. La producción de vidrio en Hebrón es un arte que se basa en un sistema de aprendizaje. Los aprendices son entrenados desde su infancia bajo la dirección de un maestro y, esencialmente, crecen en la fábrica. Generalmente, los maestros creen que los adultos no son adecuados para aprender el oficio de producción de vidrio. Así, un maestro declaró: 

Usted puede aprender a tocar el laúd a cualquier edad, pero a menos que empiece [la fabricación de vidrio] desde niño, nunca se convertirá en maestro.

Según la Sociedad Cooperativa de Artesanía de la Tierra Santa, la técnica del vidrio soplado empleada es la misma que fue usada por los antiguos fenicios, aunque los arqueólogos e historiadores concuerdan en que el soplado no fue común hasta los últimos siglos antes de nuestra era. El artesano sostiene un tubo largo y delgado de hierro (80-100 cm) en una mano y lo introduce en el vidrio molido al interior del horno, el cual es calentado a 700 °C. Tras retirar el tubo con un vidrio semilíquido pegado, el artesano sopla a través del tubo, continuando el proceso de dar forma por medio de un instrumento de metal denominado kammasha. El tubo es, entonces, vuelto a introducir en el horno, resoplado para seguir dando forma al objeto y la kammasha es utilizada para darle la forma final. Finalmente, el vidrio es apartado en una pequeña cámara al lado del horno, donde es enfriado.

## Joyería

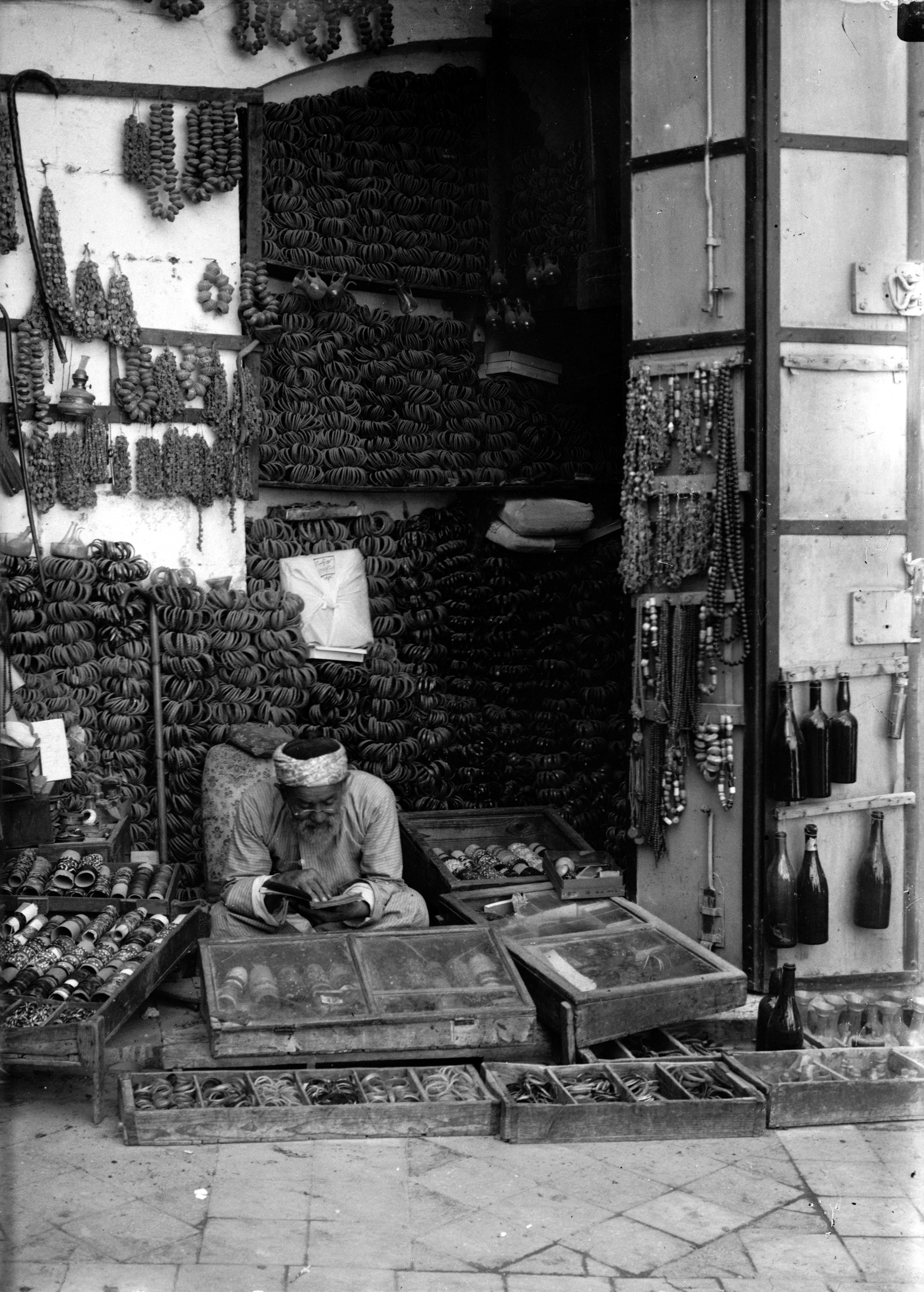
La joyería muestra cuentas contra el mal de ojo y brazaletes de vidrio de Hebrón, vendidos junto a la mercancía principal compuesta por platería y otros metales. Foto tomada ca. 1900-1920 en la Colonia americana de Jerusalén.

Las cuentas de vidrio han sido tradicionalmente fabricadas en Hebrón. Las cuentas azules con 'ojos' (owayneh) fueron elaboradas y usadas como amuletos, dado que eran consideradas particularmente efectivas contra el mal de ojo. En las colecciones del Museo Británico, existen varios collares de vidrio que fueron fabricados durante el período del mandato británico o con anterioridad. Además de los collares hechos de cuentas azules y verdes y las cuentas con 'ojos', existen ejemplos de cuentas de pequeñas manos que representaban la mano de Fátima az-Zahra, la hija del profeta Mahoma. A inicios de la década de 1920, en Bayt Dajan, un brazalete de vidrio (ghwayshat) hecho en Hebrón era considerado una parte necesaria del ajuar entregado como dote a la novia.

### Comercio de cuentas en Hebrón
En 1799, el viajero inglés William George Browne mencionó la producción de "cuentas gruesas de cristal... llamadas Hersh y Munjir" en Palestina; las "Munjir" (Mongur) eran cuentas grandes, mientras que las Hersh (Harish) eran más pequeñas. Estas cuentas de vidrio de Hebrón fueron usadas para comerciar y eran exportadas principalmente a África desde inicios a mediados del siglo XIX. Diseminadas por toda el África Occidental, en Kano, Nigeria, eran redondeadas en las esquinas para convertirlas en cuentas más uniformes que pudieran alinearse mejor. De allí tomaron el nombre de "cuentas de Kano", si bien no fueron originalmente producidas en Kano. Ya durante la década de 1930, su valor había disminuido; en 1937, A. J. Arkell informó que las cuentas eran vendidas "por una canción" por mujeres sudanesas a los comerciantes hausas en Darfur.